# محمد زمان التبريزي
الشيخ محمد زمان بن كلب علي التبريزي الأصفهاني. هو رجل دين شيعي إيراني كان يستوطن مدينة أصفهان في فترة الدولة الصفوية، وقد كان من تلامذة محمد باقر المجلسي، بالإضافة إلى تتلمذه عند بعض رجال الدين الشيعة المعروفين كحسين الخوانساري، وجعفر القاضي. وهو مشهورٌ لكونه أحد شُرّاح كتاب الكافي. وهو محل توثيق من ترجموا له من علماء الشيعة، ومنهم: محمد باقر الخوانساري،(1) وأحمد الحسيني.(2)

## مؤلفاته
من جملة مؤلفاته المذكورة في الكتب التي ترجمت له:
| - الخبيئة. ذكر آغا بزرگ الطهراني هذا الكتاب في ذريعته ووصفه بقوله: ”الخبيئة في الفوائد المتفرقة نظير الكشكول“. وقد ذكر الخوانساري في الروضات هذا الكتاب بعنوان الجنتة. - شرح أصول الكافي. شرحٌ على كتاب الكافي للكليني. | - شرح زبدة الأصول. شرح على كتاب زبدة الأصول للبهائي. - فرائد الفوائد في أحوال المدارس والمساجد. - المسعار في الأسعار. هذا الكتاب باللغة الفارسية. |

## الهوامش
- 1 - أورد محمد باقر الخوانساري ترجمة للتبريزي في روضات الجنات قائلاً عنه: ”كان من أجلاء تلامذة سمينا العلامة المجلسي“.[1]
- 2 - ذكره أحمد الحسيني في تلامذة المجلسي وقال عنه: ”محمد زمان بن كلب علي التبريزي الأصبهاني من أجلاء علماء أصبهان“.[2]

### كتب
- روضات الجنّات في أحوال العلماء والسادات. محمد باقر الخوانساري، طبع بيروت - لبنان، عام 1411 هـ - 1991 م، منشورات مركز الدار الإسلامية.
- تلامذة المجلسي. السيد أحمد الحسيني، طبع قم - إيران، 1410 هـ، منشورات مكتبة آية الله المرعشي النجفي.
- الكليني والكافي. عبد الرسول الغفّار، طبع قم - إيران، 1416 هـ، منشورات مؤسسة النشر الإسلامي التابعة لجماعة المدرسين بقم.
- الذريعة إلى تصانيف الشيعة. آغا بزرگ الطهراني، طبع بيروت - لبنان، تاريخ الطبع مفقود، منشورات دار الأضواء.

### إشارات مرجعية
1. 1 2 3 4  
الخوانساري، محمد باقر. روضات الجنات في أحوال العلماء والسادات - ج3. ص. 335.
2. 1 2 3  
الحسيني، السيد أحمد. تلامذة المجلسي. ص. 102. مؤرشف من الأصل في 2013-10-30.
3. 1 2  الغفّار، عبد الرسول. الكليني والكافي. ص. 448. مؤرشف من الأصل في 2018-10-04.
4. ↑  الطهراني، آغا بزرگ. الذريعة إلى تصانيف الشيعة - ج7. ص. 139. مؤرشف من الأصل في 2019-12-15.
5. ↑  الطهراني، آغا بزرگ. الذريعة إلى تصانيف الشيعة - ج13. ص. 97. مؤرشف من الأصل في 2020-01-10.
6. ↑  الطهراني، آغا بزرگ. الذريعة إلى تصانيف الشيعة - ج13. ص. 300. مؤرشف من الأصل في 2019-12-15.
7. ↑  الطهراني، آغا بزرگ. الذريعة إلى تصانيف الشيعة - ج16. ص. 142. مؤرشف من الأصل في 2020-01-10.